# 摩纳哥赛道
摩纳哥赛道是一條位於摩纳哥公国的街道型赛道。賽道盘桓在蒙特卡洛和拉孔达米讷，通常也被称作蒙特卡洛赛道，因为赛道大部分位于蒙特卡洛。这条赛道在每年四月至五月期間的周末会迎来國際汽聯世界一級方程式錦標賽、國際汽聯世界電動方程式錦標賽和摩納哥古董車大獎賽。多年來，亦有不同比賽作为一級方程式的支援系列賽，包括過往GP2系列賽、GP3系列赛等，以及現時的国际汽联二级方程式锦标赛、国际汽联三级方程式锦标赛和保时捷超级杯。

## 历史
在摩纳哥的街道上举办大奖赛的奇思妙想来自于摩纳哥汽车俱乐部的主席安东尼·诺格斯，他也是皇室格里马尔迪家族的密友。1929年，威廉·格罗佛·威廉姆斯开着一辆布加迪赛车赢得了在摩纳哥举办的首场比赛。 

## 特征

现在的摩纳哥赛道和周边道路

通常在比赛之前六个礼拜人们就开始准备赛道，而结束比赛之后一般要花3周的时间来拆除各项设施。这条狭窄的赛道充满了各种窄弯和高低落差，甚至被一些人认为是F1比赛中最有挑战性的赛道。尽管这条赛道历经数次整改，但它始终能够考验车手的驾驶技术。这里有F1中最慢的弯角（仅能以46公里/小时通过的洛斯髮夾弯，也就是现在的费蒙酒店髮夾弯），也有能以260公里/小时通过的高速弯（距离洛斯髮夾弯三个弯角，在隧道的出口处）。

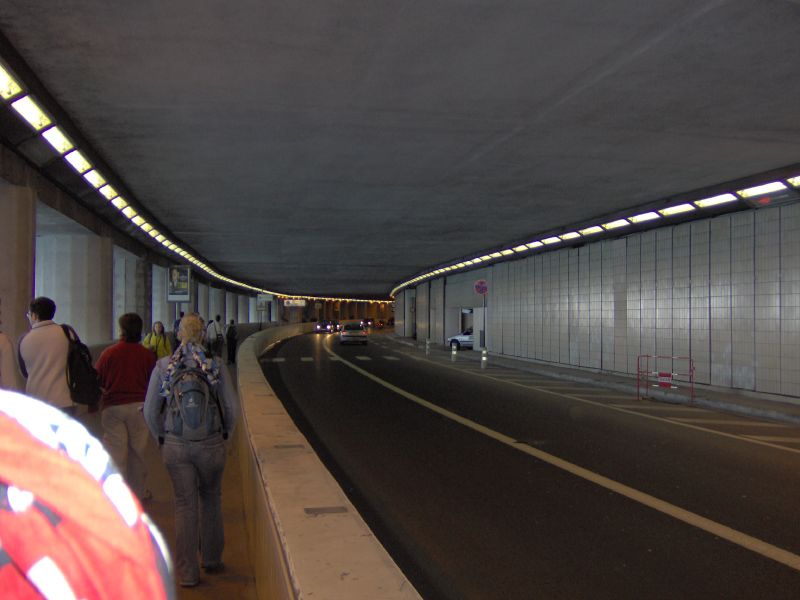
摩纳哥赛道中的隧道

鉴于赛道的这些特性，它比较考验车手的技术，对于赛车动力的要求就相对地没那么严苛。但由于它实在是太窄，你在这里几乎看不到什么超车，因为太危险。尼尔森·皮奎特曾经把在这里开车比喻成“在你家的客厅骑自行车”。在1987年之前，参加比赛的车辆数被限制在20，而当时别的赛道的上限是26。在著名的隧道赛段，车手需要经历先从明到暗再从暗到明的转换，同时这里也是整条赛道最高速的部分，极具挑战性。最终的比赛排名通常由排位赛成绩和比赛策略决定（因为很少有超车）。

人们数次尝试改善维修区狭窄的空间。2002年，他们从码头开辟了一大块地并稍稍修改了某一部分的赛道，从而为维修站释放了新的空间，并在2003年的大奖赛首次投入使用。

比起其他同规格的赛道，这里被认为不够安全。如果作为一条新赛道，那么出于安全的考虑，它是绝无可能被允许加入F1大奖赛赛道家族的。

2009年1月，它在一项英国的民意测验中被评为七大运动奇迹之首，大约有3500人参与了投票。

為了應對摩纳哥狹窄的赛道造成賽車擠塞問題，自2012年GP2系列賽起在此賽道使用分組排位賽制度。

## 赛车调校
比起其他的大部分赛道，摩纳哥赛道对于赛车有着截然不同的要求。赛车在这里需要强大的下压力，但不是为了一般认为的弯中速度，而是为了减少制动时间并且在加速时保持赛车稳定。很多车队在这里会选用特制的翼片套件来生成更多的平面。2001年的时候乔丹车队和飞箭车队尝试了新的侧翼。飞箭的侧翼看起来就像一个普通的尾翼，但是更小，并且一直延伸到了鼻锥上方。乔丹的侧翼则延伸到了车手前方的天线上。但是在周四的测试之后，FIA就禁止了这些创新。

刹车磨损在这里不是问题，取而代之的是如何在低速行驶时保持刹车的工作温度。唯二的两个重刹车点是在出隧道的减速弯以及圣德沃特和米拉比乌弯之间，而且前者比后者程度更甚。低温下刹车咬合是一个问题，因为碳刹车碟的表面会在低温下变得光滑，降低了刹车片和刹车碟之间的摩擦力，从而减少了制动力。为了解决这个问题，06年胡安·巴布罗·蒙托亚的刹车碟上增加了半圆形的细槽来增加摩擦力，刹车的温度也随之提高。

与此同时，赛车引擎却需要降温。F1赛车没有别的降温手段，只能靠运行过程中吸入的空气带走热量。以前很多车队采用扩大散热口来鼓入更多的空气，这也创造了流行的“摩纳哥鼻锥”。车队也会使用齿比更密的变速箱，因为摩纳哥没有长直道，加速很少。 一些车队还会为这条赛道设计一些特殊的部件。

## 赛道设计

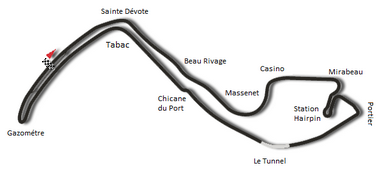
原始赛道 (1929–1971)
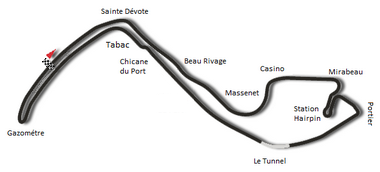
第一次變更 (1972)
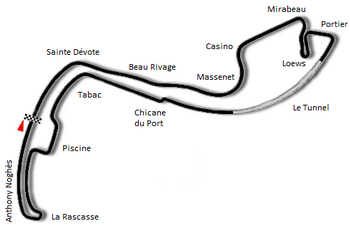
第二次變更 (1973–1975)
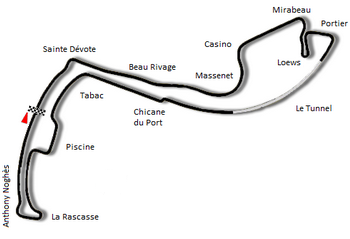
第三次變更 (1976–1985)
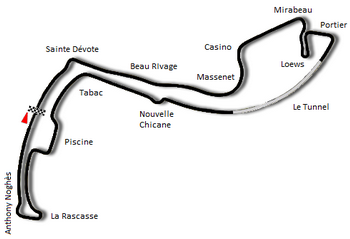
第四次變更 (1986–1996)
第五次變更 (1997–2002)
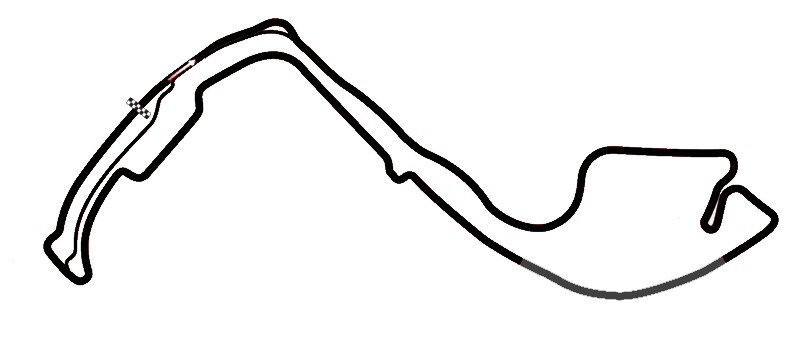
第六次變更 (2003–2014)
電動方程式短版本赛道 (2015–2019)
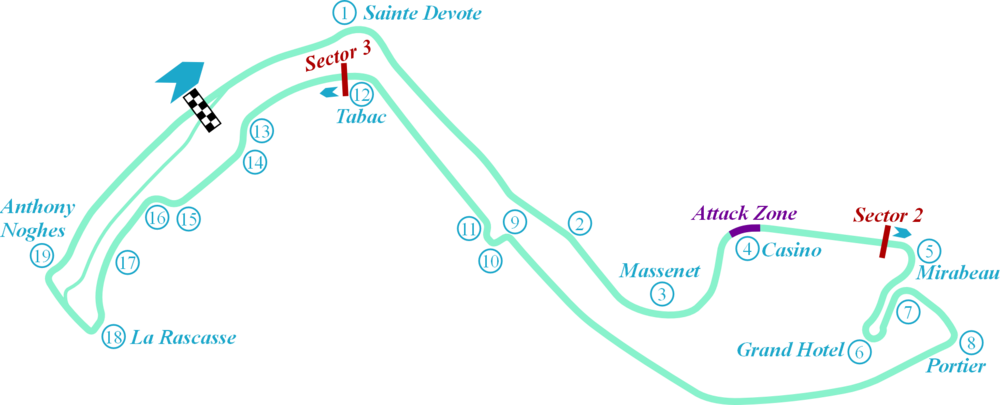
電動方程式完整赛道 (2021)